# Adriach (Gemeinde Frohnleiten)
Adriach ist eine Ortschaft in dem Gebiet der gleichnamigen Katastralgemeinde in der Stadtgemeinde Frohnleiten im österreichischen Bundesland Steiermark. Adriach zählt 378 Bewohner auf einer Fläche von 1.351,43 ha. In dem Dorf befinden sich der Adriachbach und der Heumanngraben. Adriach ist zwei Kilometer vom Ortszentrum Frohnleitens entfernt.

## Geografie
Die Mur fließt durch das Gebiet der Katastralgemeinde. Ein Triebwasserkanal führt bei Adriach-Rabenstein durch den Kugelstein bis Eichberg bei Peggau. Hier führt ein Zulaufkanal zum Kraftwerk Peggau. Das übrige Wasser fließt direkt zurück in die Mur. Weitere Bäche und Gräben in Adriach sind der Adriachbach, der Forstbach, der Heumanngraben  und der Pfenningtalgraben. Der Haneggkogel (1088 m ü. A.), ein beliebtes Wanderziel, liegt teilweise auf dem Gebiet von Adriach. Der nächsthöhere Berg ist der Parmaseggkogel (785 m). In Adriach liegen mehrere große, teils bekannte, Gutshöfe wie Hoyer, Jöller, Bodlos und Poldlwirt. Diese Höfe sind wichtige Wegpunkte für Wanderer. An der Südspitze Adriachs verläuft die Südbahnstrecke. Diese führt über die neuerbaute Kugelsteinbrücke und durch den Tunnel Kugelstein.

## Ortschaften
In der Katastralgemeinde Adriach liegen neben dem gleichnamigen Ort auch die Rotte Adriach-Rabenstein und die zerstreute Siedlung Adriach-Reising.

## Bauwerke
In Adriach steht eine der ältesten Kirchen der Steiermark, die St. Georgskirche. Die Kirche wurde zu Beginn des 11. Jahrhunderts von Graf Markwart IV. erbaut und wird derzeit von der Frohnleitner Pfarrgemeinde betreut.

Weiters liegt die barocke Burg Rabenstein in der Katastralgemeinde. Die Felsenburg wurde im 14. Jahrhundert als Residenz des Burgherren von Rammenstein erbaut. Die Burg befand sich im Besitz der STEG und ist heute in Privatbesitz. Hier fanden oft Theateraufführungen und Musikveranstaltungen statt.

In Adriach befindet sich eine alte Römerbrücke, vermutlich im 2. oder 3. Jahrhundert erbaut. Über die Brücke führte die Römerstraße von Liezen nach Flavia Solva. In der Nähe der Brücke, nordwestlich des Kugelsteins liegen die Grundmauern einer alten Befestigungsanlage aus dem 2. Jahrhundert.

## Infrastruktureinrichtungen
In Adriach befindet sich das Laufkraftwerk Rabenstein, nahe der Burg Rabenstein. Das Kraftwerk wurde 1987 in Betrieb genommen, seine Leistung beträgt 13,9 MW. Derzeit ist auch ein alter Triebwasserkanal in Betrieb, welcher von 1906 bis 1908 erbaut wurde und einen Großteil des Murwassers zum Kraftwerk Peggau leitet. Das alte Kraftwerk Adriach ist nicht mehr in Betrieb. Die Wehranlage des Kraftwerks ist hingegen erhalten geblieben.

In Adriach wurde in den 1980er Jahren die Kläranlage der Stadtgemeinde Frohnleiten erbaut. Die direkt neben der Mur gelegene Kläranlage wurde 1987 eröffnet. Die Stadtgemeinde betreibt seither die Anlage.

Der Golfclub Murhof liegt im Gebiet Adriachs idyllisch an der Mur mit Blick auf die Burg Rabenstein. Der renommierte Golfplatz bietet neben 18 Löchern auch ein erstklassiges Hotel mit Restaurant.

Weiters befindet sich in Adriach  das Altenheim und der Friedhof der Stadtgemeinde Frohnleiten.

## Bevölkerung
Die Tabelle zeigt die Bevölkerungsveränderung der Ortschaft Adriach.
| Ortschaft | 15.05.2001 | 31.10.2011 | 01.01.2015 |
| --------- | ---------- | ---------- | ---------- |
| Adriach   | 413        | 374        | 399        |

## Bilder

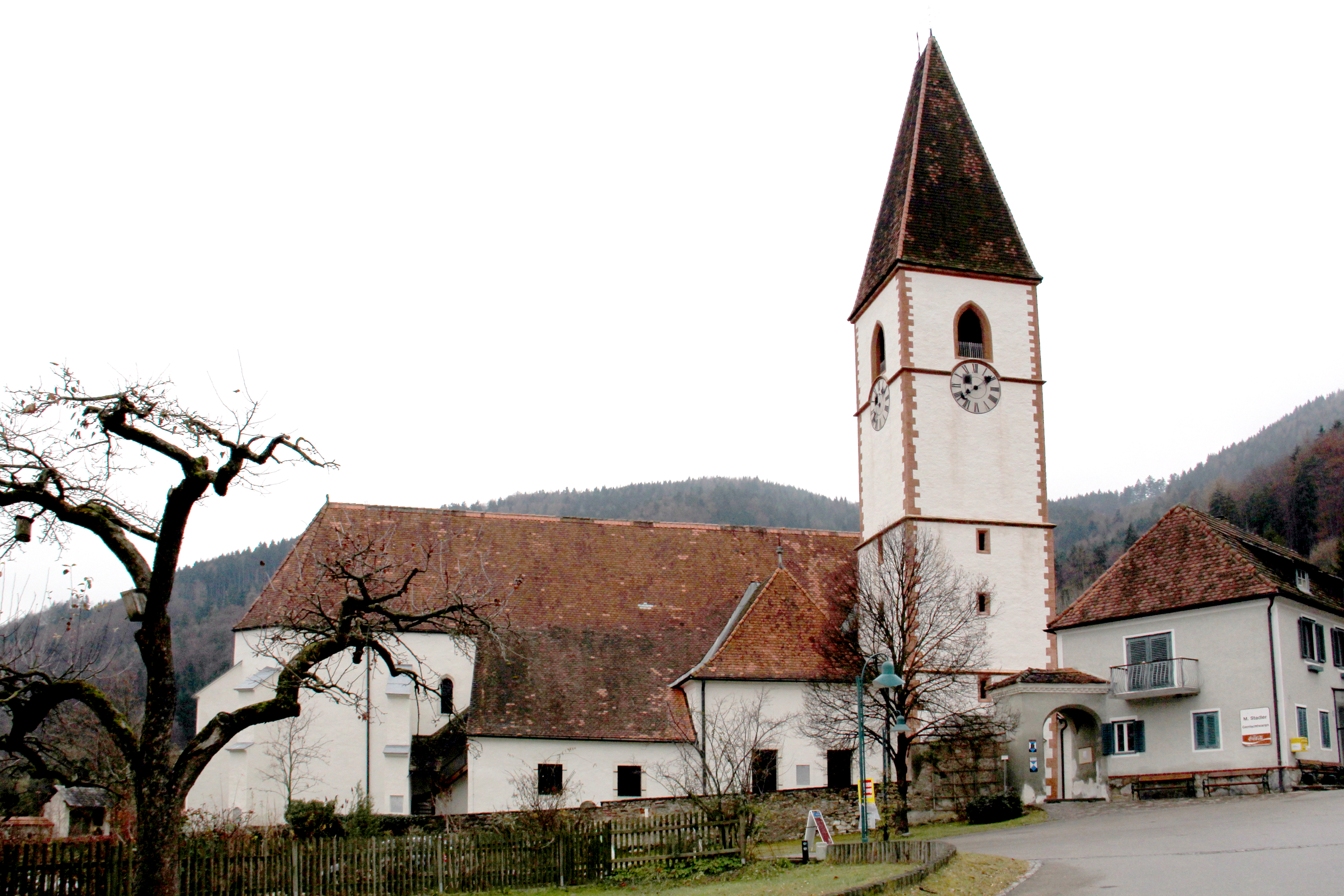
Kirche von Adriach
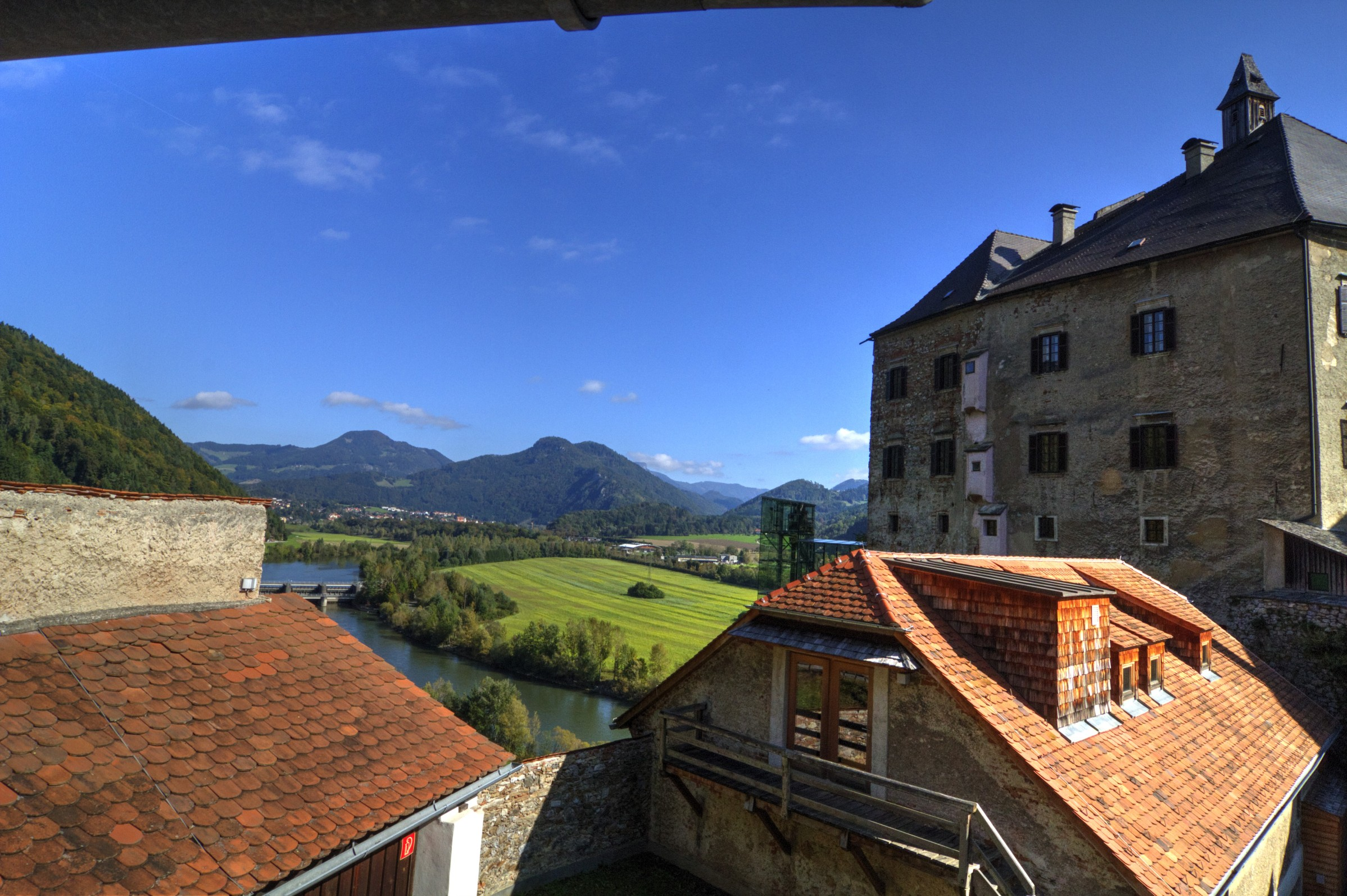
Blick aus der Burg Rabenstein
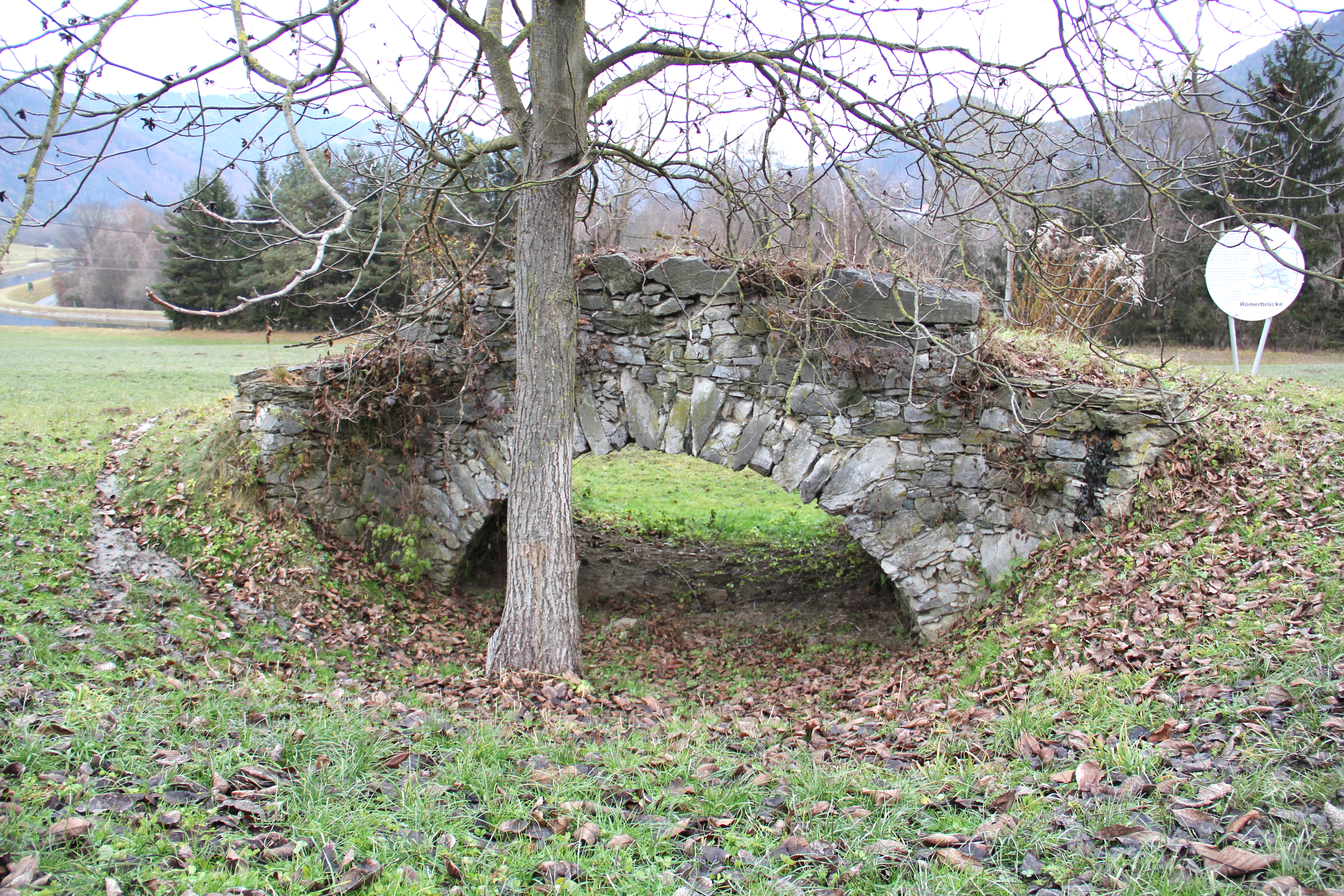
Die Römerbrücke in Adriach
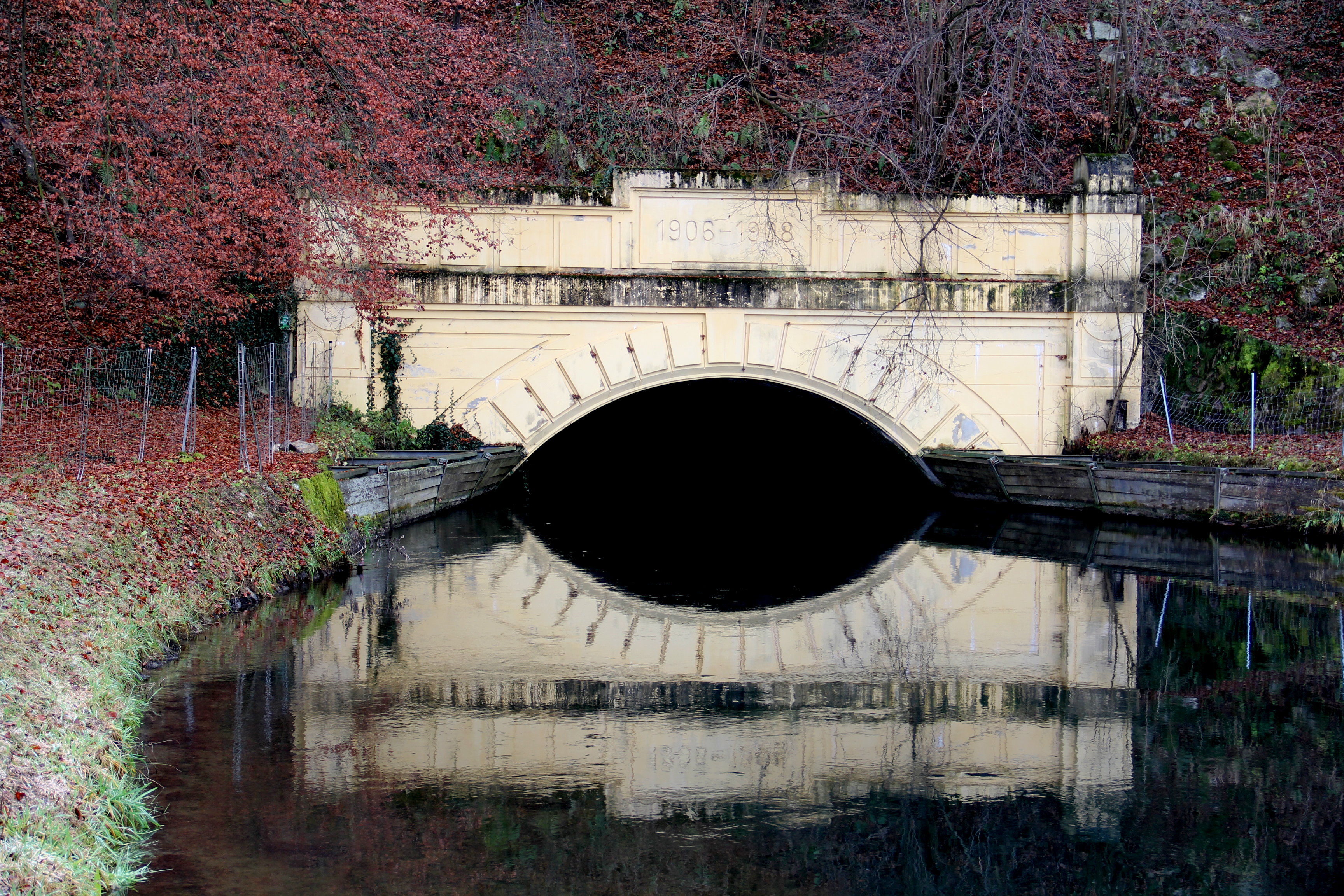
Murstollen durch den Kugelstein
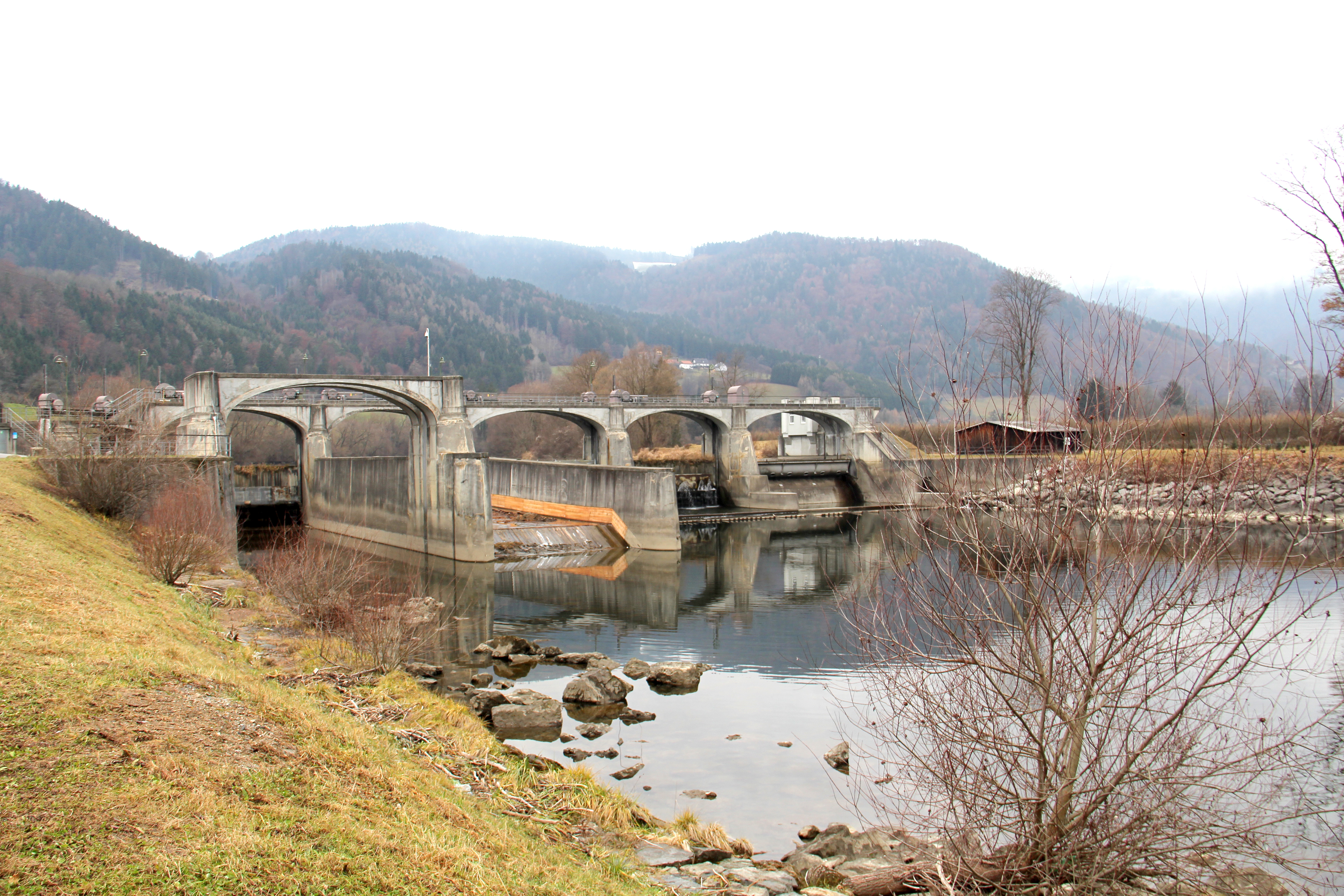
Wehranlage des alten Kraftwerks Adriach